# Station Eschede
Station Eschede (Bahnhof Eschede) is een spoorwegstation in de Duitse plaats Eschede in de deelstaat Nedersaksen. Het station ligt aan de spoorlijn Lehrte - Cuxhaven.

## Indeling
Het station heeft twee zijperrons, welke niet overkapt zijn, maar zijn voorzien met abri's. De perrons zijn onderling verbonden met een voetgangerstunnel, die ook de straten An der Bahn en Hermannsburger Straße verbindt. Doordat de baanvaksnelheid van 200 km/h is, is een deel van de perrons afgestreept in verband met de veiligheid. Aan de oostzijde zijn er diverse faciliteiten, zoals parkeerplaatsen, fietsenstallingen en een fietsverhuur. Langs de straat An der Bahn ligt de bushalte van het station.

## Treinramp bij Eschede
Op 3 juni 1998 ontspoorde op 1 kilometer van het station een ICE 1 van de Deutsche Bahn. Hierbij kwamen 101 passagiers om het leven en raakten 88 passagiers zwaargewond. Door een gebroken wielband van het eerste rijtuig, werd een wissel kapotgetrokken en werd de trein doorboord. Hierdoor ontspoorde het met 200 km/h rijtuig 3 en knalde vervolgens tegen de pijlers van een brug. Rijtuig 4 kwam nog ongeschonden onder de instortende brug door, maar de volgende rijtuigen reden met 200 km/h tegen de instortende brug aan en werden volledig verwoest. De voorste drie rijtuigen kwamen redelijk onbeschadigd 2 kilometer na station Eschede tot stilstand.

## Verbindingen
Het station wordt bediend door treinen van metronom. De volgende treinserie doet het station Eschede aan:
| Serie | Treinsoort                  | Route | Bijzonderheden |
| ----- | --------------------------- | --- | -------------- |
| RE 2  | Regional-Express (metronom) | Uelzen – Eschede – Celle – Hannover Hbf – Nordstemmen – Elze (Han) – Alfeld (Leine) – Kreiensen – Northeim (Han) – Göttingen |                |

Hamburg-Harburg ·
Meckelfeld ·
Maschen · 
Stelle ·
Ashausen ·
Winsen (Luhe) ·
Radbruch ·
Bardowick ·
Bardowick ·
Lüneburg ·
Bienenbüttel ·
Bad Bevensen ·
Emmendorf ·
Uelzen ·
Suderburg ·
Unterlüß ·
Eschede ·
Celle ·
Ehlershausen ·
Otze ·
Burgdorf (Han) ·
Aligse ·
Lehrte ·